# Глибочка
Глибічка — (іноді Глибочка) село в Україні, у Білоцерківському районі Київської області, розташоване на річці Рось. Входить до складу Білоцерківської міської громади. Населення становить 415 осіб.

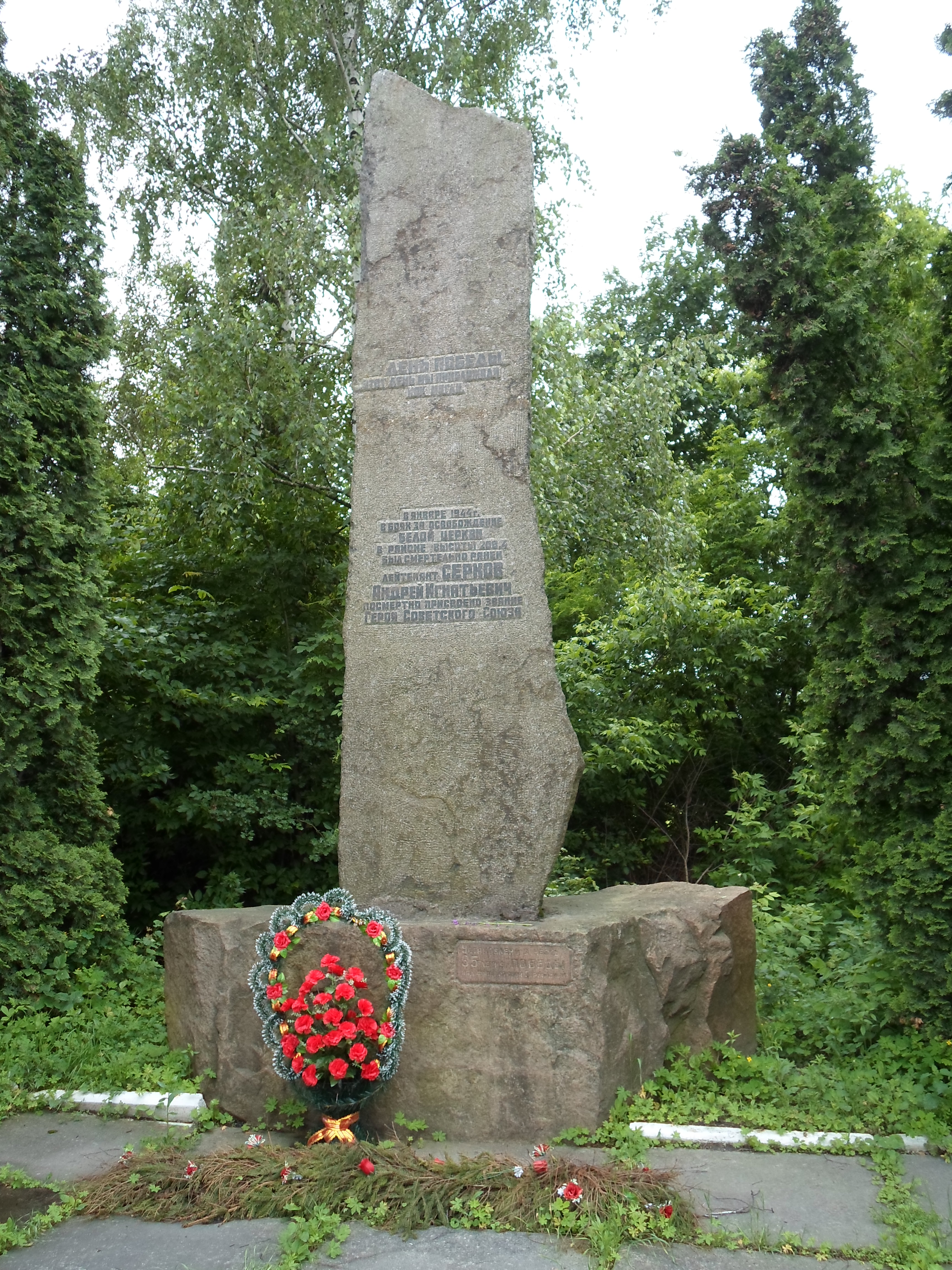
Пам'ятний знак на місці загибелі Героя Радянського Союзу А. І. Серкова

У селі збудовано дамбу, яка утворила Глибочанське водосховище (ширина — 150 м, довжина — 2,5 км).

## Історія
Назва Глибочки походить, напевне, від глибокого яру, в якому й слід шукати свідчення про давніші сторінки історії села.
Глибочка відома з XVIII ст. й належала тоді до Білоцерківського староства. У 1740 р. сільце складалося з 10 хат. 1774 р. король Станіслав ІІ Август подарував Глибічку разом з цілим староством великому коронному гетьману Францишку-Ксаверію Браницькому. З того часу сільце входило до складу Білоцерківського графства та належало графам Браницьким (до 1918 р.). У 1858 р. в Глибочці мешкало 360 осіб.
Сільце здавна належало до парафії св. великомученика Димитрія с. Пилипча.

## Населення

### Мова
Розподіл населення за рідною мовою за даними перепису 2001 року:
| Мова       | Кількість | Відсоток |
| ---------- | --------- | -------- |
| українська | 403       | 97.11%   |
| російська  | 9         | 2.17%    |
| румунська  | 3         | 0.72%    |
| Усього     | 415       | 100%     |